# Ateleia gummifera
Ateleia gummifera es una especie de legumbre perteneciente a la familia Fabaceae.
Es originaria de Centroamérica.

## Descripción
Es un pequeño árbol con un tamaño de hasta 7 m de altura; con 3-7 foliolos opuestos, mayormente atenuados hacia el ápice y la base, de 3-6.5 cm de largo y 0.7-1.4 cm de ancho, lampiños, agudos o subobtusos, reticulados en le envés, oscuros en el haz; pecíolo, raquis y eje del racimo lampiños con algunos pelos; el fruto de 12-13 mm de largo y 10 mm de ancho.

## Distribución y hábitat
Es una planta rara, que se encuentra en los bosques de pinos, de zona atlántica; a una altitud de 0–20 m; desde México a Panamá y en las Antillas.

## Taxonomía
Ateleia gummifera fue descrita por (DC.) D.Dietr. y publicado en Synopsis Plantarum 4: 1219. 1847.
Sinonimia
- Ateleia cubensis Griseb.
- Ateleia gummifera var. cubensis (Griseb.) Mohlenbr.
- Ateleia multijuga (A.Rich.) Hitchc.
- Ateleia parvifoliola Mohlenbr.
- Ateleia tumida Mohlenbr.
- Dalbergia gummifera DC.
- Pterocarpus gummifer DC.
- Swartzia multijuga A.Rich.[4]